# Timo Ochs
Timo Ochs (ur. 17 października 1981 w Getyndze) – niemiecki piłkarz grający na pozycji bramkarza.

## Życiorys
Ochs karierę piłkarską rozpoczął w małym amatorskim klubie o nazwie SC Weende. W 1999 roku został zawodnikiem Hannover 96. Jednak przez cztery lata nie zdołał zadebiutować w pierwszym zespole ani w rozgrywkach drugiej ligi w latach 1999–2002, ani pierwszej ligi w sezonie 2002/2003. Przegrywał wówczas rywalizację z takimi zawodnikami jak Jörg Sievers czy Gerhard Tremmel. Latem 2003 odszedł do drugoligowca VfL Osnabrück. 17 października zadebiutował w lidze w zremisowanym 1:1 wyjazdowym spotkaniu z VfB Lübeck. W Osnabrücku był podstawowym bramkarzem, jednak zajął z tym zespołem ostatnie miejsce i spadł do Regionalligi.
W 2004 roku Ochs opuścił Osnabrück i na zasadzie wolnego transferu trafił do TSV 1860 Monachium. Przez pierwszą część sezonu bronił w rezerwach klubu w Regionallidze, gdzie m.in. zdobył gola z rzutu karnego w meczu z FC Nöttingen (4:0). W styczniu awansował do kadry pierwszej drużyny i 28 stycznia zadebiutował w wygranym 1:0 spotkaniu z Erzgebirge Aue. Do końca sezonu 2005/2006 był pierwszym bramkarzem TSV.
Latem 2006 Ochs został sprzedany za 600 tysięcy euro do austriackiego Red Bull Salzburg. 19 lipca wystąpił po raz pierwszy w austriackiej Bundeslidze i stał się pierwszym bramkarzem wygrywając rywalizację z Ramazanem Özcanem i Heinzem Arzbergerem. W 2007 roku został z Red Bullem mistrzem Austrii, a w 2008 wywalczył wicemistrzostwo kraju.
W lipcu 2009 roku zakończył się kontrakt z Red Bull Salzburg, przez 2 miesiące był bez przynależności klubowej. We wrześniu 2009 roku na skutek kontuzji dwóch bramkarzy Herthy Berlin podpisał umowę z niemieckim klubem.
| Sezon   | Klub                     | Kraj    | Rozgrywki     | Mecze | Bramki |
| ------- | ------------------------ | ------- | ------------- | ----- | ------ |
| 1999/00 | Hannover 96              | Niemcy  | 2. Bundesliga | 0     | 0      |
| 2000/01 | Hannover 96              | Niemcy  | 2. Bundesliga | 0     | 0      |
| 2001/02 | Hannover 96              | Niemcy  | 2. Bundesliga | 0     | 0      |
| 2002/03 | Hannover 96              | Niemcy  | Bundesliga    | 0     | 0      |
| 2003/04 | VfL Osnabrück            | Niemcy  | 2. Bundesliga | 25    | 0      |
| 2004/05 | TSV 1860 Monachium       | Niemcy  | 2. Bundesliga | 14    | 0      |
| 2004/05 | TSV 1860 Monachium amat. | Niemcy  | Regionalliga  | 8     | 1      |
| 2005/06 | TSV 1860 Monachium       | Niemcy  | 2. Bundesliga | 33    | 0      |
| 2006/07 | Red Bull Salzburg        | Austria | Bundesliga    | 34    | 0      |
| 2007/08 | Red Bull Salzburg        | Austria | Bundesliga    | 36    | 0      |
| 2008/09 | Red Bull Salzburg        | Austria | Bundesliga    | 15    | 0      |
| 2009/10 | Hertha BSC               | Niemcy  | Bundesliga    | 2     | 0      |
| 2010/11 | 1. FC Nürnberg           | Niemcy  | Bundesliga    | 0     | 0      |